# Robert de Lenoncourt (archevêque de Reims)
Pour les articles homonymes, voir Lenoncourt (homonymie).
Ne doit pas être confondu avec Robert de Lenoncourt (cardinal).
Robert Ier de Lenoncourt, le père des pauvres,  mort le 25 septembre 1532, est un prélat français du tournant du XVIe siècle.

## Biographie
Issu d'une famille noble de Lorraine qui s'est illustrée dans la carrière ecclésiastique, Robert, fils cadet de Henri (mort en 1477), seigneur de Lenoncourt et de Jacquette de Baudricourt (morte en 1493), est l'oncle du cardinal Robert de Lénoncourt et le grand-oncle du cardinal Philippe de Lénoncourt.
Abbé commendataire de Tournus et de Saint-Urbain, prieur de Saint-Pourcain (dans le diocèse de Moulins, en 1501 et 1509), Lenoncout fut nommé à l'archidiocèse de Tours le 21 juillet 1484 qu'il permute pour celui de Reims le 7 avril 1508.
Comme archevêque de Reims, il réédifie le portail de la basilique Saint-Remi et la dote de dix tapisseries représentant la vie du prélat. Le 25 janvier 1515, il sacre le roi François Ier dans la cathédrale de Reims. Il dote celle-ci d'une série de 17 tapisseries sur la vie de la Vierge Marie dénommées tentures de la Vie de la Vierge.
Il fit d'autre part de grands biens à son église, nourrissant, par exemple, tous les jours trois cents pauvres lors d'une famine survenue en Champagne en 1520.

## Armoiries
D'argent, à la croix engrêlée de gueules.